# Baños de Chiuchiu
Los baños termales de Chiuchiu son manantiales termales ubicados en la Región de Los Ríos son utilizados para fines medicinales y turísticos.

## Ubicación
Estos baños no aparecen en los mapas disponibles del IGM (1945 y 1953), tampoco en los de Risopatrón, Ossandón y Boloña. Los mapas digitales de Google y OpenStreetMap tampoco los tienen en julio de 2024. Tampoco en un breve resumen de "Chile Ilustrado" de Recaredo Santos Tornero, publicado en 1872, son nombrados.: 444  También son desconocidos en el diccionario de Francisco Astaburuaga.

## Historia
Luis Risopatrón lo describe en su Diccionario Jeográfico de Chile de 1924:: 205 
Chiuchiu (Aguas minerales). 39° 50'? 72°45? Calientes i sulfurosas, se encuentran en la cercanía de la aldea de Quinchilca, hacia el E de Callecalle. 63, p. 470; i termas Baños de Chiuchiu en 68, p. 36